# Kleinschmidtimyia gemina
Kleinschmidtimyia gemina är en tvåvingeart som beskrevs av Spencer 1977. Kleinschmidtimyia gemina ingår i släktet Kleinschmidtimyia och familjen minerarflugor. Inga underarter finns listade i Catalogue of Life.